# فايترشتات
فايترشتات (بالألمانية: Weiterstadt) هي بلدة، مدينة و بلدة ألمانية تقع في منطقة دارمشتات ديبورغ ‏ في ألمانيا. يقدر عدد سكانها بـ 24,195 نسمة .

## المدن التوأمة
مدن Kiens، Verneuil-sur-Seine و باجنو أ ريبولي هي مدن توأمة لفايترشتات.

## أعلام
- سفين فيشر